# Харинк, Том
Том Харинк  (нид. Harinck Tom, 22.12.1943, Гаага, Нидерланды) — тренер, патриарх нидерландского кикбоксинга. Основатель зала боевых искусств «Чикурики Джим».

## Биография
Родился 22 декабря 1943 года в Гааге. В молодости занимался дзюдо, футболом и легкой атлетикой. В 17 лет, работая на круизом корабле, познакомился с большим количеством боевых искусств со всего мира. В армии он служил танкистом. Там же Харинк увлекся боксом. После армии Том вместе с друзьями организовал команду каскадеров. Параллельно он занимался киокушинкай карате.

### Тренерская деятельность
В 1972 году открыл свой спортивный зал — Чикурики Джим. В нём он стал преподавать собственный стиль, основанный на техниках карате, бокса и дзюдо. Впоследствии у Харинка появится своя тренерская методика, особенностью которой было активное участие спортсменов в соревнованиях. Бойцы Чикурики выступали на многих турнирах, и везде как правило одерживали победы. Харинк воспитал много чемпионов мира и победителей других крупных соревнований — Бранко Цикатича, Петера Аэртса, Энди Хуга, Жерома Ле Банне, Тайрона Спонга, Мелвин Манхуфа.

### Организационная деятельность
Том вместе я Яном Пласом создал N.K.B.B. (Голландскую ассоциацию кикбоксинга). Кроме вклада в развитие спорта в качестве тренера, Харинк внес огромный организационный вклад в развитие боевых искусств. Он создал несколько спортивных организаций: первую в Европе федерацию муай-тай — MTBN (Muay Thai Bond Nederland), WMTA (Всемирная Ассоциация муай-тай) и EMTA (Европейская ассоциация муай-тай).

## «Чикурики Джим»
«Чикурики Джим» считается одним из трех главных клубов Голландии. Бойцы Харинка были первыми европейцами, кто выступил в Таиланде против местных спортсменов на стадионе Люмпхини в 1978 году. Партнером по тренерской деятельности у Тома был Ян Стаппер. Зал просуществовал тридцать лет. За это время он несколько раз менял локацию. В клубе преподавали свой стиль — «Чикурики», который был основан на смеси самых эффективных видов боевых искусств. Бойцы Харинка выступали в красных кимоно. Поскольку на голландские турниры по карате не пускали представителей других стилей, была создана организация IOG — прообраз федерации боев без правил. Именно по этой версии впервые выступили спортсмены из Чикурики 23 мая 1972 года. После посещения Таиланда Том добавил в программу обучения элементы муай-тай, и постепенно он стал основным направлением в Чикурики. 31 мая 1976 года прошел первый чемпионат Голландии по кикбоксингу. Бойцы Чикурики приняли участие во всех девяти боях турнира. В дебютном противостоянии победил ученик Харинка — Джонни де Руйтер и стал первым чемпионом Голландии в этом виде спорта. Другой воспитанник Харинка Бранко Цикатич стал первым в и истории победителем гран-при К-1. Кстати, второй и третий по счету турнир по этой версии также выигрывал ученик Харинка — Петер Аэртс. В 2002 году Том продал свой зал Эрвину ван ден Мюлену и открыл клуб Панкрейс вместе с самбистом Крисом Долманом, где опять начал преподавать свой «чикурики стайл».

## Общественное признание
Благодаря заслугам своих воспитанников Харинк получил множество наград и признаний. Йон Блюминг вручил ему шестой дан по киокушинкай карате. Также Том является обладателем седьмого дана по шаолиньскому кемпо и членом Американкой полицейской ассоциации по оборонной тактике. Харинк написал несколько книг по муай-тай и кикбоксингу и выпустил видео уроки. Также он считается крупнейшим организатором боев в Европе.